# 馬塔加爾斯山
41°48′31.66″N 2°22′57.86″E / 41.8087944°N 2.3827389°E
馬塔加爾斯山，是西班牙的山峰，位於該國東北部加泰羅尼亞，屬於加泰羅尼亞前海岸山脈中蒙特塞尼山脈的一部分，海拔高度1,697米。